# Christoph Soukup
Christoph Reinhold Soukup (Viena, 11 de octubre de 1980) es un deportista austríaco que compitió en ciclismo de montaña en la disciplina de campo a través.
Ganó dos medallas en el Campeonato Europeo de Ciclismo de Montaña en Maratón, en los años 2007 y 2014. Participó en dos Juegos Olímpicos de Verano, en los años 2004 y 2008, ocupando el sexto lugar en Pekín 2008, en la prueba de campo a través.

## Medallero internacional
| Campeonato Europeo | Campeonato Europeo      | Campeonato Europeo | Campeonato Europeo |
| Año                | Lugar                   | Medalla            | Competición        |
| ------------------ | ----------------------- | ------------------ | ------------------ |
| 2007               | Sankt Wendel (Alemania) | Medalla de plata   | Campo a través     |
| 2014               | Ballyhoura (Irlanda)    | Medalla de bronce  | Campo a través     |